# Majdanek

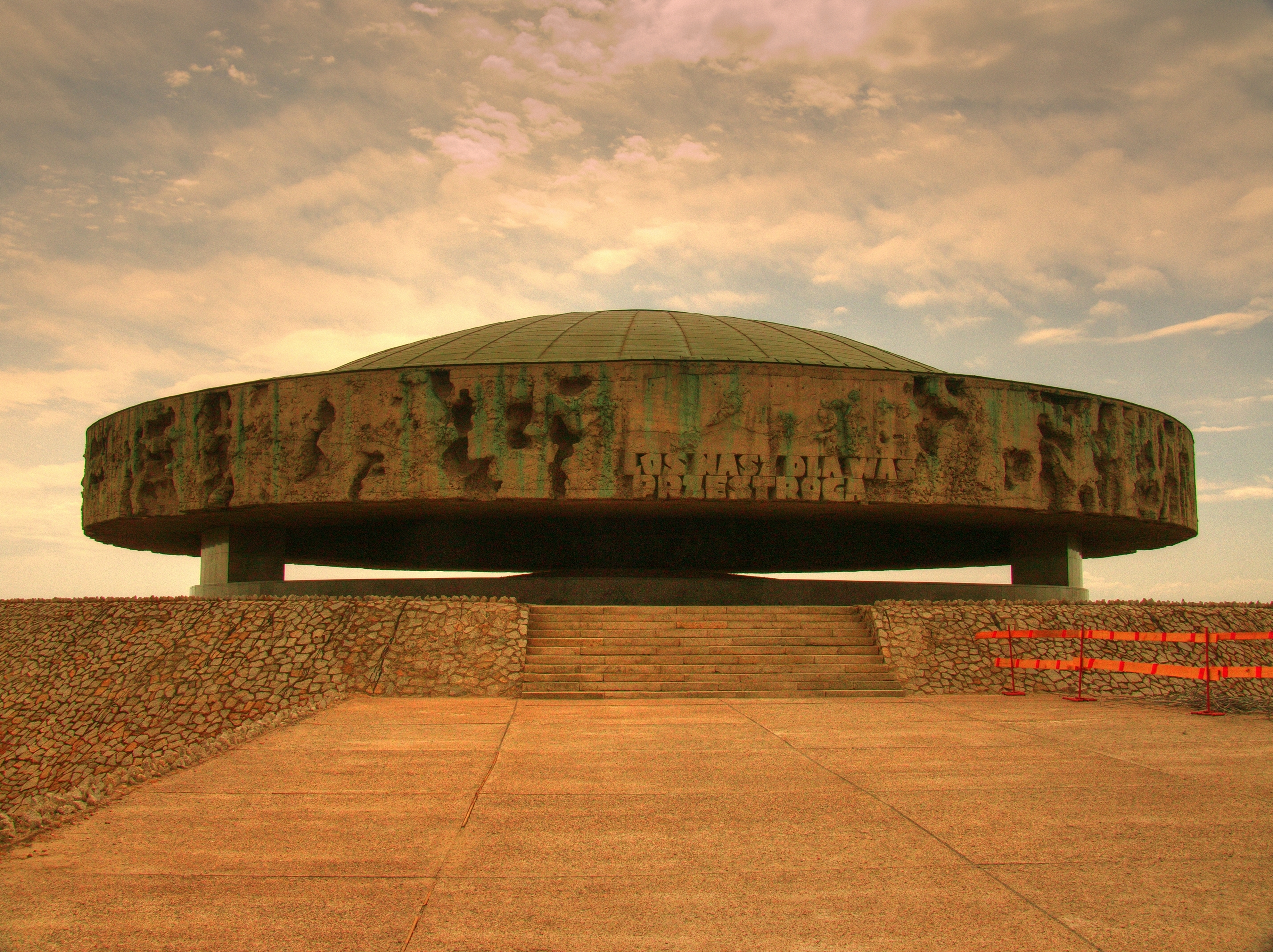
Mauzoleum

Majdanek (oficiálně německy Kriegsgefangenenlager den Waffen SS Lublin (do 16. 2. 1943) – zkráceně KGL Lublin, Konzentrationslager der Waffen SS Lublin (po 16. 2. 1943) – zkráceně KL Lublin) byl německý nacistický koncentrační a vyhlazovací tábor na předměstí Lublinu v Lublinském vojvodství v Polsku. Původně se jednalo o tábor pro válečné zajatce zřízený roku 1941, ale v únoru 1943 byl jeho status změněn na koncentrační tábor.

## Založení a výstavba tábora

### Rozhodnutí o výstavbě tábora
O vzniku tábora rozhodl během své návštěvy Lublinu ve dnech 20.–21. července 1941 Reichsführer SS Heinrich Himmler. Doporučil tehdy vedoucímu policie a SS v lublinského distriktu Odilo Globocnikovi, aby ve městě založil koncentrační tábor s kapacitou 25–50 000 vězňů, kteří by byli zaměstnáni v dílnách a budovách SS a policie. Nacisté považovali Lublin za „staré německé město“ a po útoku na Sovětský svaz z něj chtěli vytvořit „prostředníka mezi Západem a Východem a koncový pilíř velké německé Říše“ Lublin se měl stát vojenskou a materiální základnou pro další projekty SS na Východě a plánovaný tábor zdrojem velkého množství levné pracovní síly pro německé podniky ve městě a pro výstavbu sídliště pro členy SS (asi pro 60 000 osob).
Himmler dále sdělil Karlu O. Kochovi, v té době veliteli koncentračního tábora Buchenwald, že je pověřen organizačně zaštítit nově vznikající tábor. Koch byl v září 1941 jmenován velitelem tábora a dle dodané dokumentace začal organizovat přípravné práce. Tábor měl být původně umístěn poblíž Německých zbrojních závodů (DAW – Deutsche Ausrüstungswerke) na ulici Lipowa. Dle Himmlerova rozkazu, který Koch obdržel od Ing. Heinze Kammlera 22. září 1941, měl být v Lublinu založen tábor pro 5 000 vězňů, jenž by se stal zároveň prvním úsekem koncentračního tábora plánovaného pro 50 000 osob. O pět dní později přišla zpráva, že tábor bude určen pro válečné zajatce. 1. listopadu 1941 byl předpokládaný počet vězňů zvýšen na 125 000 a 8. prosince se již počítalo se 150 000 zajatci a vězni. Majdanek měl fungovat souběžně jako tábor pro válečné zajatce pod vedením SS a koncentrační tábor podléhající Inspektorátu koncentračních táborů (IKL – Inspektion der Konzetrationslager). Tato dvojakost později vedla k častým nedorozuměním.

### Lokalizace tábora
Zvýšení kapacity tábora vedlo k tomu, že se velení rozhodlo postavit tábor v jiné lokalitě. Dalším důvodem pro toto rozhodnutí byl fakt, že původně plánovaná lokalita na ulici Lipowa se nacházela přímo ve městě, což mohlo usnadnit vězňům případné útěky a kontakty s okolním obyvatelstvem. Koch a jeho spolupracovníci se nakonec rozhodli pro území na východním předměstí, asi 5 km od centra města. Tábor byl situován na jih od cesty vedoucí z Lublinu na Zamość a dále do Lvova, v otevřené, mírně svažité krajině. Tábor tak byl viditelný téměř ze všech stran. Severní okraj tvořila výše zmiňovaná cesta, západní okraj téměř přiléhal k lublinské čtvrti Kośminka. Jižní část zvolna klesala k vesnicím Dziesiąta a Abramowice, na východě až ke vsi Kalinówka. Díky blízkosti železniční trati nebylo třeba do tábora stavět vlečku.

### Plány tábora
První známý plán tábora pochází z 7. října 1941. Je na něm řešena pouze vězeňská část tábora, která je rozdělena na 10 vězeňských polí (něm. Felder) – 5 ve tvaru pravidelných obdélníků, 5 ve tvaru nepravidelných lichoběžníků. Pole měla být ohrazena dvojitým plotem z ostnatých drátů s 25 strážními věžemi. V táboře bylo naplánováno 236 budov, z nichž připadlo na vězeňské baráky 207.

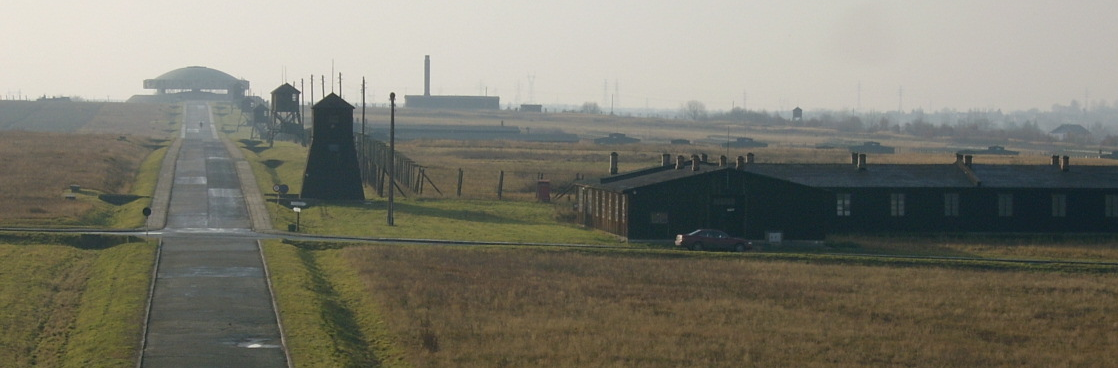
Pohled na tábor od severovýchodního rohu pole I

V listopadu a prosinci však padlo rozhodnutí o zvýšení kapacity tábora a proto začal být vytvářen nový plán. Jeho finální verze byla potvrzena Kochem 23. 3. 1942. Tento plán předpokládal výstavbu obřího tábora o celkové rozloze 516 hektarů – tj. více než 8× větší než podle původního plánu ze 7. října 1941. Celková kapacita tábora byla asi 250 000 osob. Nový plán zahrnoval vězeňskou a esesmanskou část. Vězeňská část byla rozdělena na 3 obrovské tábory:
- zajatecký tábor (Kriegsgefangenenlager – KGL) o celkové rozloze 120 hektarů, měl se skládat z 16 vězeňských polí s 24 baráky (výjimkou byla pole VIII a IX, na nichž mělo být baráků 16. V centru tábora se měly nacházet velké dílny, sklady, nemocnice, vězení, prádelna a centrální apelplac. Celkem zde mělo být 336 vězeňských baráků s kapacitou 150 000 osob.
- rozšíření zajateckého tábora (Erweiterung KGL) – 128 vězeňských baráků s celkovou kapacitou 50 000 osob v něm mělo být seskupeno do dvou proti sobě ležících komplexů lichoběžníkového tvaru. Mezi těmito dvěma komplexy se nacházel velký centrální apelplac.
- Oděvní podniky SS (Bekleidungswerke der Waffen SS), v této části tábora se měly nacházet dílny, sklady a další administrativní a hospodářské budovy, včetně 80 vězeňských baráků s celkovou kapacitou 50 000 osob.

Podél severní hrany těchto tří táborů se měla táhnout tzv. Lagerstrasse, za níž měla být esesmanská část tábora – budova velitelství, kasárna, sklad stavebního materiálu, garáže a další hospodářské budovy.
Z celkového plánu bylo realizováno přibližně 20 % všech staveb. 14. května 1942 bylo rozhodnuto, že budou postavena pouze vězeňská pole I–VIII a případná další výstavba bude pozastavena do ukončení války. Důvodem k tomuto kroku byla především nedostatečná kapacita železnic, na nichž musely mít přednost dodávky na východní frontu. Stavbu tak rozsáhlého komplexu neumožňoval ani rozsah inženýrských sítí ve městě, neboť po připojení tábora mohlo docházet k nedostatku el. energie, plynu, uhlí atd.

### Stavba tábora
Přípravné práce byly zahájeny na začátku října 1941. Vykonávali je polští váleční zajatci židovského původu, kteří na místo práce docházeli z tábora na ulici Lipowa. K těmto pracím bylo nasazeno také asi 2000 sovětských zajatců, kteří přebývali na Majdanku pod holým nebem. Tyto skupiny prováděly nivelační práce, stavěly oplocení a montovaly baráky. Další pracovní silou byli tzv. civilní pracovníci, kteří vykonávali odborné práce. Na výstavbě tábora na Majdanku pracovalo v letech 1941–1944 více než 35 soukromých firem (mj. Berlinische Baugesellschaft, Polstephan, Ludwig Rehkemmer).

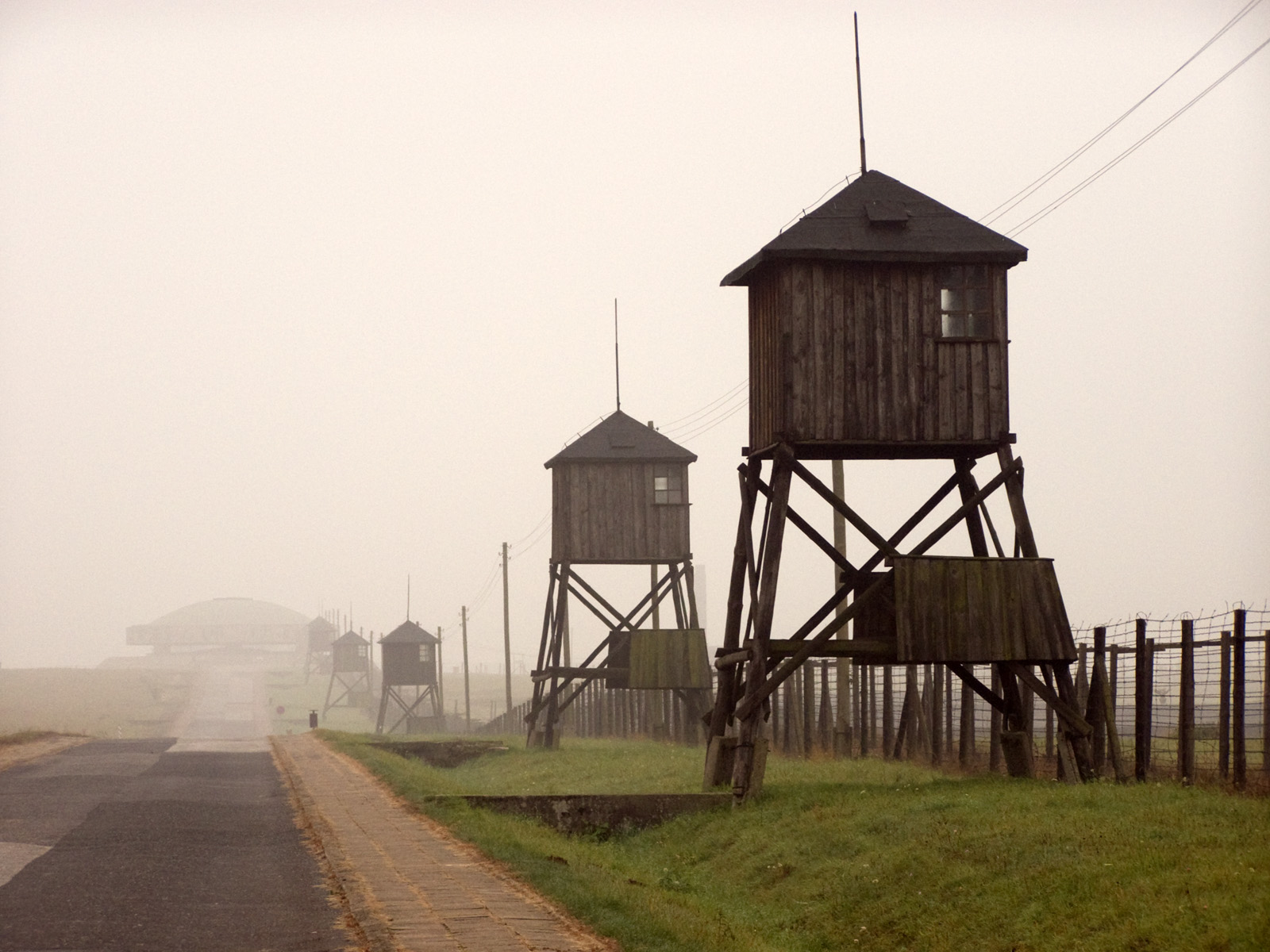
Strážní věže a oplocení vězeňských polí

Vyčleněné území o rozloze 30,6 hektaru bylo rozděleno na 5 obdélníkových polí (Felder) se dvěma mezipoli (Zwischenfelder). Výstavba začala od pole I. Na každém poli bylo postaveno 24 baráků, po 12 na každé straně. Prostor mezi budovami sloužil jako apelplac. V roce 1942 byla na každém poli postavena šibenice. Kolem dvojitého oplocení z ostnatého drátu byla z vnitřní strany vytvořena tzv. zóna smrti (Todeszone) – tento pětimetrový pás byl vysypán bílým štěrkem, což mělo zvyšovat viditelnost postav v noci při pokusu ji překročit. Před zónu smrti byly umístěny cedule v němčině, polštině a ruštině, které informovaly, že za vkročení do ní hrozí smrt. Kolem tábora bylo postaveno 18 strážních věží o výšce 8,8 m, na nichž byly umístěny pohyblivé světlomety. Osvětlení tábora na sloupech plotu zajišťovalo 130 lamp. Vnitřní část plotu byla od hromadného útěku sovětských vězňů v roce 1942 nabita elektrickým proudem. Před vstupní bránou na každé pole stála strážní budka (Blockführerstube). V letech 1943–1944 bylo postaveno pole VI, situované přes cestu naproti poli V. V roce 1944 bylo na východní hranici tábora postaveno 8 bunkrů, které měly tábor ochránit před eventuálním útokem partyzánů.
Na prvním mezipoli bylo postaveno krematorium (později zvané malé nebo staré). V červnu 1942 v něm byly instalovány dvě pece převezené ze Sachsenhausenu. Každá z nich byla samostatná a topilo se v ní ropou. Kromě pecí byla v krematoriu také márnice, plynová komora pro dezinfekci oblečení a místnosti pro velitele krematoria Ericha Muhsfeldta a pro členy Sonderkommanda. Na počátku roku 1943 byla na prvním mezipoli postavena také prádelna a sušárna na vězeňské oblečení. Druhé mezipole sloužilo jako sklad uhlí a později tam byl postaven barák pro členy Sonderkommanda.

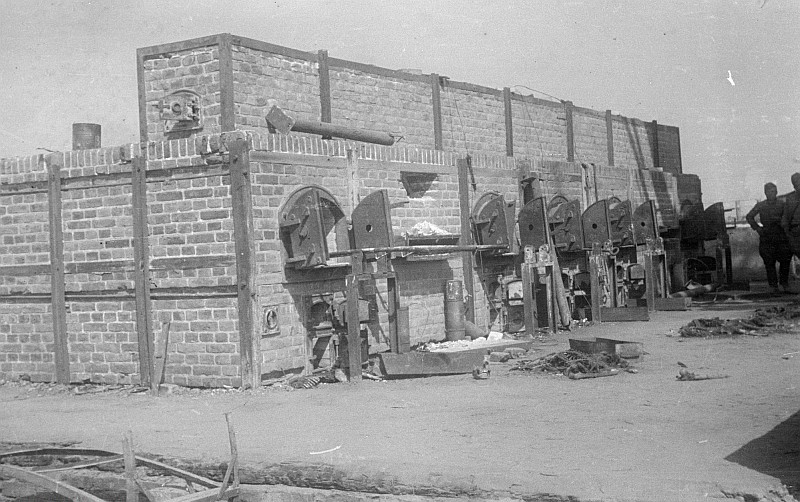
Pece nového krematoria, archiv Deutsche Fotothek

Kvůli zvýšenému počtu úmrtí v táboře bylo v červenci – září 1943 jižně od vězeňského pole V postaveno nové krematorium. Byla v něm kancelář šéfa krematoria, zděná márnice, místnost s betonovým pitevním stolem (na němž byly mrtvoly prohlíženy kvůli ukrytým cennostem), sklad koksu a místnost s pěti pecemi napojenými na 12 metrů vysoký komín.
Na západ od vězeňských polí bylo v roce 1942 postaveno 10 baráků určených jako sklady (Häftlingskammerbaracken). V roce 1943 muselo být kvůli nedostatečné kapacitě postaveno dalších 6. Šlo o sklady majetku zabaveného vězňům (tzv. Effektenkammer – baráky č. 43 a 44), sklady potravin (Verpflegungskammer, č. 46 a 47) a sklady oděvů (Bekleidungskammer, č. 48–50 a 56–61). Část baráku č. 43 sloužila zároveň pro příjem nových vězňů (Aufnahmebaracke). Vedle skladů byly také postaveny dílny – stolárna, kovárna, elektrikářská (č. 53–55), ševcovská (č. 62) a krejčovská dílna (č. 63). Severně od těchto budov na úrovní pole I byly postaveny vězeňské koupelny pro muže (č. 41) a ženy (č. 42). K baráku č. 41 byly v srpnu a říjnu 1942 přistavěny plynové komory. Šlo o celkem tři místnosti – jednu větší (o rozměrech 10 × 5,5, × 2 m) a dvě menší (4,8 × 3,6 × 2 m). Přistavěna k nim byla malá místnost pro esesmana, který měl za úkol pouštět do komor z lahví oxid uhelnatý. Do větší komory byl plyn vháněn kovovou trubkou o průměru 25 mm, která se táhla kolem podlahy u východní stěny ve výšce asi 30 cm. V západní stěně byly dva otvory pro vhánění ohřátého vzduchu z vedlejší přistavěné místnosti, který měl zabezpečit lepší působení plynu. Menší komora na jižním konci byla rovněž napojena na rozvod oxidu uhelnatého, tentokráte kovovou trubkou o průměru 40 mm, která vedla kolem všech čtyřech stěn. Navíc měla komora ve stropě otvor pro vhazování cyklonu B. Menší komora v severní části nebyla pravděpodobně k plynování nikdy použita.
Ve volném prostoru západně od skladů bylo vytvořeno zahradnictví (Gärtnerei), v němž se pěstovala zelenina a brambory pro potřeby tábora. Na konci roku 1942 byly vyčleněny prostory na východ od vězeňských polí pro pěstování obilí a chov zvířat (Lagergut).
V září 1942 byla zahájena výstavba kasáren a administrativních budov pro esesmany v severní části tábora. Dokončeny byly na jaře 1943. Do té doby sídlilo velení tábora přímo v Lublinu na ul. Ogrodowa 12, strážní bydleli v budově školy na ul. Bernardyńska 14.
Celkem bylo v letech 1941–1944 na Majdanku postaveno 280 budov, což byla pouze 1/5 plánu z 23. března 1942.

## Organizace tábora
V čele tábora stál velitel, jmenovaný Hlavním hospodářským a správním úřadem (WVHA – Wirtschafts-Verwaltungshauptamt). Veliteli KL Lublin byli:
- SS-Standartenführer Karl Otto Koch (září 1941 – srpen 1942)
- SS-Obersturmbannführer Max Koegel (srpen 1942 – listopad 1942)
- SS-Sturmbannführer Arthur Hermann Florstedt (listopad 1942 – listopad 1943)
- SS-Obersturmbannführer Martin Weiss (listopad 1943 – květen 1944)
- SS-Obersturmbannführer Arthur Liebehenschel (květen 1944 – červenec 1944)

Ze správního hlediska byl tábor rozdělen na 6 oddělení:
- I. – Velitelství (Kommendatur) – Velitel byl zodpovědný za celkový chod tábora a jeho bezpečnost. Kancelář velitelství měl na starosti adjutant, který předával rozkazy velitele do dalších oddělení, přijímal příchozí korespondenci do tábora a rozděloval ji do dalších oddělení. Na pozici adjutanta pracovali: SS-Obersturmführer Herbert Hänel (září 1941 – 16. 7. 1942), SS-Hauptscharführer Walter Berfinhof (17. 7. 1942 – 25. 11. 1942, poté ještě v roce 1943), SS-Hauptsturmführer Herman Arthur Florstedt (25. 11. 1942 – 31. 12. 1942), SS-Untersturmführer Alfred Hermann Heinrich (10. 1. 1943 – 17. 5. 1943) SS-Untersturmführer Karl Hoecker (17. 5. 1943 – 25. 5. 1944) a SS-Untersturmführer Rudolf Walter (25. 5. 1944 – 22. 7. 1944).
- II. – Politické oddělení (Politische Abteilung) – podléhalo jak veliteli tábora, tak i místní pobočce gestapa. Toto oddělení bylo zodpovědné za vedení kartoték jednotlivých vězňů, jejich výslechů, příjem transportů atd. Velitelem politického oddělení byl po celou dobu existence tábora SS-Hauptscharführer Otto Kloppmann (4. 2. 1942 – 20. 7. 1944).
- III. – Tábor ochranné vazby (Schutzhaftlager) – oddělení mající na starost vězeňskou část tábora, zejména stravování vězňů, jejich rozmístění v táboře, zaměstnání, trestání atd. Velitelem tohoto oddělení byl tzv. Schutzhaftlagerführer. V době nepřítomnosti velitele v táboře se stával jeho zástupcem. K jeho podřízeným patřili Rapportführer – vedoucí táborové kanceláře, jehož hlavním úkolem bylo sledovat aktuální stavy vězňů v táboře, dále Feldführeři – vedoucí jednotlivých vězeňských polí, Blockführeři – vedoucí jednotlivých baráků. Schutzhaftlagerführery na Majdanku byli: SS-Hauptsturmführer Herman Hackmann (22. 9. 1941 – 20. 9. 1942), SS-Hauptsturmführer Sebastian Wimmer (20. 9. 1942 – 16. 2. 1943), SS-Obersturmführer Anton Thumann (17. 2. 1943 – 9. 3. 1944), SS-Untersturmführer Arnold Strippel (9. 3. 1944 – 22. 7. 1944).
- IV. – Administrativa (Vervaltung) – oddělení odpovědné za veškerou administrativu včetně zásobování a technického stavu celého tábora. Oddělení vedl téměř celou dobu existence tábora SS-Hauptsturmführer Heinrich Vorster (září 1941 – 7. 6. 1944), poslední dva měsíce jej zastoupil SS-Hauptsturmführer Hermann Michl (7. 6. 1944 – 21. 7. 1944).
- V. – Táborový lékař (Lagerartzt) – odpovědný za lékařskou péči o vězně, hygienické a sanitární podmínky v táboře. Pomocníky táborových lékařů byli sanitáři SS (Sanitätsdienstgehilfe). Funkci táborového lékaře na Majdanku zastávali: SS-Strumbannführer Max Popiersch (1. 10. 1941 – 21. 4. 1942), SS-Untersturmführer Alfred Trzebinski (21. 4. 1942 – 10. 8. 1942) , SS-Obersturmführer Franz von Bodmann (16. 8. 1942 – 10. 4. 1943), SS-Hauptsturmführer Max Blancke (10. 4. 1943 – 20. 1. 1944), SS-Oberstrumführer Heinrich Rindfleisch (20. 1. 1944 – 21. 7. 1944).
- VI. – Školící oddělení pro SS (Weltanschaulisches Studium) – toto oddělení mělo na starosti ideologickou průpravu všech členů posádky tábora. Pořádalo přednášky, filmové projekce, mělo vlastní knihovnu. Vedoucími tohoto oddělení byli: SS-Unterscharführer August Langerbein (20. 3. 1942 – 17. 5. 1943), SS-Untersturmführer Karl Höcker (17. 5. 1943 – 15. 12. 1943), SS-Obersturmführer Erich Müller (15. 12. 1943 – 19. 3. 1944).

## Ostraha a zabezpečení tábora
Strážní oddíly byly z organizačního hlediska samostatné a podléhaly přímo veliteli tábora. Šlo o nejpočetnější část táborové posádky, která v roce 1943 čítala průměrně 900 osob. Skládala se ze 7 rot, z nichž každá měla asi 120 členů (dvě roty tvořili litevští nacionalisté). Veliteli strážních oddílů byli: SS-Hauptsturmführer Walter Langleist (září 1942 – 20. 8. 1943) a SS-Hauptsturmführer Martin Melzer (20. 8. 1942 – 21. 8. 1944). Úkolem strážních oddílů bylo dohled na bezpečnost tábora, ostraha všech objektů a majetku a především hlídání vězňů. Nejdůležitější část tábora – vězeňská pole – byla hlídána řetězem hlídek nepřetržitě 24 hodin denně. V noci bylo obsazeno všech 18 strážních věží, vybavených pohyblivým světlometem a kulometem. V letech 1943–1944 byly rozestaveny navíc mezi každými věžemi další 2 hlídky. Během dne, kdy vězni pracovali, bylo obsazeno pouze 12 strážních věží. Tento strážní řetěz kolem vězeňských polí, zvaný malým (Kleine Postenkette) byl doplněn druhým tzv. velkým strážním řetězem (Grosse Postenkette), který vedl podél hranice s městem a okolními vesnicemi. Velký řetěz stráží byl vždy obsazen ráno před odchodem vězňů do práce a stahován poté, co bylo na apelu zjištěno, že se do vězeňských polí vrátili všichni vězni. V opačném případě zůstávala hlídka až do doby než byl uprchlík chycen, nebo dokud se nerozhodlo, že další hledání nemá smysl.
V Majdanku byl jako smrtící prostředek používán plyn Cyklon B (Zyklon B). Spolu s Osvětimí-Březinkou byl jediným místem, kde se tato látka k hromadnému vraždění využívala.
Tábor byl evakuován v dubnu 1944 a nedlouho poté osvobozen Rudou armádou. Stal se tak prvním v rukou spojenců, a tak i prvním svědectvím německých bestialit.
Odhady se různí, ale táborem Majdanek prošlo více než 300 tisíc vězňů, většinou Židů a Poláků. Dle různých pramenů jich v táboře zemřelo asi 80–400 tisíc.

## Známí vězňové

### Zemřelí
- Omeljan Kovč (1884–1943), ukrajinský řeckokatolický duchovní[27]
- Otto Freundlich (1878–1943), německý malíř a sochař[28]
- Roman Archutowski (1882–1943), polský římskokatolický duchovní[29]
- Markéta Krausová (1895–1942), česká filmová a divadelní herečka[30]
- Yva (1900–1944), vlastním jménem Else Ernestine Neuländer-Simon, německá fotografka[31]
- Zdeněk Kummermann-Kumr (1903–1942), český fotbalista[32]
- Gertrud Kauders (1883–1942), česko-německá malířka[33]

### Přeživší
- Jisra'el Gutman (1923–2013), polský historik, vysokoškolský profesor[34]
- Rudolf Vrba (1924–2006), vlastním jménem Walter Rosenberg, slovenský farmakolog[35]
- Halina Birenbaum (* 1929), polská spisovatelka a překladatelka[36]